# Fuentes de Valdepero
Fuentes de Valdepero település Spanyolországban, Palencia tartományban. Fuentes de Valdepero Palencia, Husillos, Monzón de Campos, Valdeolmillos és Villalobón községekkel határos. Lakosainak száma 484 fő (2024).

## Népesség
A település népessége az elmúlt években az alábbi módon változott:
| Lakosok száma | 240  | 232  | 232  | 261  | 347  | 394  | 425  | 451  | 502  | 484  |
|               | 2001 | 2004 | 2007 | 2009 | 2012 | 2014 | 2017 | 2019 | 2022 | 2024 |